# Martin Braithwaite
Martin Christensen Braithwaite (Esbjerg, 1991. június 5. –) dán válogatott labdarúgó, a spanyol Espanyol csatárja.

## Pályafutása

### Klubcsapatokban
Braithwaite a Sædding-Guldager Idrætsforening (SGI) akadémiáján kezdte pályafutását, majd az Esbjerghez szerződött és rövid ideig a  
Midtjylland akadémiáján is futballozott. Ezt követően visszatért az Esbjerghez, ahol 2007-ben hároméves szerződést írt alá. A felnőtt csapatban 2009-ben mutatkozott be, a dán élvonalban 63 mérkőzésen 12 gólt szerzett a klub színeiben. A 2012–13-as szezonban csapata minden bajnokiján pályára lépett és kupagyőzelmet ünnepelhetett az idény végén. A sorozat elődöntőjében a visszavágón duplázott a Brøndby IF ellen. Akkori sajtóhírek szerint több külföldi klub, így az Auxerre, a Rennes, a Celtic és a Hull City is érdeklődött iránta.
2013. augusztus 14-én a francia első osztályban szereplő Toulouse-hoz írt alá. A francia csapat kétmillió eurót fizetett érte.
2017. július 13-án a Braithwaite négyéves szerződést írt alá az angol másodosztályban szereplő Middlesbrough-hoz, az angol klub kilencmillió fontot fizetett érte. Jonny Howson és Cyrus Christie után ő lett Garry Monk harmadik igazolása az új idény előtt.
2017. augusztus 5-én debütált a Championshipben, a Wolverhampton elleni bajnokin, a Molineux Stadionban. Első gólját 2017. szeptember 30-án szerezte a csapatban a Brentford elleni 2–2-es döntetlen alkalmával. 2018. január 31-én a szezon hátralevő részére kölcsönadták a francia Bordeaux csapatának. A a 2018-2019-es szezonra visszatért a Middlesbrough-hoz, de többször is úgy nyilatkozott, pályafutását szívesen folytatná Spanyolországba, ahonnan ez idő tájt érdeklődtek iránta. A szezon első felében 18 bajnokin háromszor volt eredményes. 
2019 januárjában kölcsönben a spanyol élvonalbeli Leganésben folytatta pályafutását. Január 12-én debütált új csapatában, négy nappal később pedig első gólját is megszerezte a Real Madrid elleni kupamérkőzésen. 2019. január 20-án szerezte első bajnoki gólját, a szezonban összesen négyet szerzett, tizenkilenc mérkőzése során. Az új idény előtt a Leganés ötmillió euróért végleg megvásárolta a játékjogát, ezzel a klub történetének második legdrágább játékosa lett.
2020. február 20-án négy és fél éves szerződést írta alá az Ousmane Dembélé sérülése miatt támadót kereső Barcelonához. A katalán klub 18 millió eurót fizetett érte. Két nappal a szerződése aláírás után Braithwaite az Eibar elleni bajnokin csereként a 72. percben beállva mutatkozott be a Barcelonában. Június 13-án a Mallorca elleni 4-0-s győzelem alkalmával szerezte meg első gólját a katalán csapatban.
2022. szeptember 1-jén miután felbontották a Barcelonával közösen a szerződését, három évre leigazolta a rivális RCD Espanyol csapata.

### A válogatottban
Utánpótláskorú játékosként Dániát képviselte, és bár 2012 nyarán felajánlották számára, hogy szerepeljen a guyanai labdarúgó-válogatottban, ő elutasította a lehetőséget. 2013 júniusában debütált a dán felnőtt válogatottban egy Grúzia elleni barátságos mérkőzésen. Második mérkőzésében, 2013 augusztusában, Lengyelország ellen megszerezte első gólját címeres mezben.

## Családja
Édesapja révén guyanai származású, húga szintén profi labdarúgó, a KoldingQ játékosa.

## Statisztika
2020. február 16-án frissítve.
| Klub               | Szezon         | Bajnokság      | Bajnokság     | Bajnokság | Országos kupa | Országos kupa | Ligakupa      | Ligakupa | Nemzetközi kupa | Nemzetközi kupa | Egyéb         | Egyéb | Összesen      | Összesen |
| Klub               | Szezon         | Bajnokság      | Pályára lépés | Gól       | Pályára lépés | Gól           | Pályára lépés | Gól      | Pályára lépés   | Gól             | Pályára lépés | Gól   | Pályára lépés | Gól      |
| ------------------ | -------------- | -------------- | ------------- | --------- | ------------- | ------------- | ------------- | -------- | --------------- | --------------- | ------------- | ----- | ------------- | -------- |
| Esbjerg fB         | 2009–10        | Superliga      | 10            | 0         | 0             | 0             | —             | —        | —               | —               | —             | —     | 10            | 0        |
| Esbjerg fB         | 2010–11        | Superliga      | 16            | 0         | 2             | 0             | —             | —        | —               | —               | —             | —     | 18            | 0        |
| Esbjerg fB         | 2011–12        | 1st Division   | 26            | 5         | 1             | 0             | —             | —        | —               | —               | —             | —     | 27            | 5        |
| Esbjerg fB         | 2012–13        | Superliga      | 33            | 9         | 5             | 2             | —             | —        | —               | —               | —             | —     | 38            | 11       |
| Esbjerg fB         | 2013–14        | Superliga      | 4             | 3         | 0             | 0             | —             | —        | —               | —               | —             | —     | 4             | 3        |
| Esbjerg fB         | Összesen       | Összesen       | 89            | 17        | 8             | 2             | 0             | 0        | —               | —               | —             | —     | 97            | 19       |
| Toulouse           | 2013–14        | Ligue 1        | 32            | 7         | 2             | 1             | 2             | 0        | —               | —               | —             | —     | 36            | 8        |
| Toulouse           | 2014–15        | Ligue 1        | 34            | 6         | 1             | 0             | 1             | 0        | —               | —               | —             | —     | 36            | 6        |
| Toulouse           | 2015–16        | Ligue 1        | 36            | 11        | 2             | 2             | 3             | 1        | —               | —               | —             | —     | 40            | 13       |
| Toulouse           | 2016–17        | Ligue 1        | 34            | 11        | 1             | 0             | 1             | 1        | —               | —               | —             | —     | 36            | 12       |
| Toulouse           | Összesen       | Összesen       | 136           | 35        | 7             | 3             | 7             | 2        | —               | —               | —             | —     | 149           | 40       |
| Middlesbrough      | 2017–18        | Championship   | 19            | 5         | 2             | 1             | 0             | 0        | —               | —               | —             | —     | 21            | 6        |
| Middlesbrough      | 2018–19        | Championship   | 17            | 3         | 0             | 0             | 2             | 0        | —               | —               | —             | —     | 19            | 3        |
| Middlesbrough      | Összesen       | Összesen       | 36            | 8         | 2             | 1             | 2             | 0        | —               | —               | —             | —     | 40            | 9        |
| Girondins Bordeaux | 2017–18        | Ligue 1        | 14            | 4         | 0             | 0             | 0             | 0        | —               | —               | —             | —     | 14            | 4        |
| Leganés            | 2018–19        | La Liga        | 19            | 4         | 2             | 1             | —             | —        | —               | —               | —             | —     | 21            | 5        |
| Leganés            | 2019–20        | La Liga        | 24            | 6         | 3             | 2             | —             | —        | —               | —               | —             | —     | 27            | 8        |
| Leganés            | Összesen       | Összesen       | 43            | 10        | 5             | 3             | —             | —        | —               | —               | —             | —     | 48            | 13       |
| Barcelona          | 2019–20        | La Liga        | 3             | 1         | 0             | 0             | —             | —        | —               | —               | —             | —     | 3             | 0        |
| Karrier összes     | Karrier összes | Karrier összes | 318           | 74        | 22            | 9             | 9             | 2        | —               | —               | —             | —     | 349           | 85       |

### A válogatottban
| Válogatott | Év       | Pályára lépés | Gól |
| ---------- | -------- | ------------- | --- |
| Dánia      | 2013     | 5             | 1   |
| Dánia      | 2014     | 2             | 0   |
| Dánia      | 2015     | 5             | 0   |
| Dánia      | 2016     | 2             | 0   |
| Dánia      | 2017     | 3             | 0   |
| Dánia      | 2018     | 12            | 2   |
| Dánia      | 2019     | 10            | 4   |
| Dánia      | 2020     | 7             | 0   |
| Dánia      | 2021     | 10            | 3   |
| Dánia      | 2022     | 8             | 0   |
| Dánia      | 2023     | 4             | 0   |
| Összesen   | Összesen | 68            | 10  |

#### Góljai a válogatottban
| #  | Időpont             | Helyszín                                   | Ellenfél            | Gólok | Eredmény | Kiírás                                     |
| -- | ------------------- | ------------------------------------------ | ------------------- | ----- | -------- | ------------------------------------------ |
| 1  | 2013. augusztus 14. | PGE Arena Gdańsk, Gdańsk, Lengyelország    | Lengyelország       | 2–1   | 2–3      | Barátságos mérkőzés                        |
| 2  | 2018. október 16.   | MCH Arena, Herning, Dánia                  | Ausztria            | 2–0   | 2–0      | Barátságos mérkőzés                        |
| 3  | 2018. november 16.  | Cardiff City Stadion, Cardiff, Wales       | Wales               | 2–0   | 2–1      | 2018–2019-es UEFA Nemzetek Ligája (B liga) |
| 4  | 2019. június 10.    | Parken Stadion, Koppenhága, Dánia          | Grúzia              | 5–1   | 5–1      | 2020-as EB-selejtező                       |
| 5  | 2019. október 15.   | Aalborg Stadion, Aalborg, Dánia            | Luxemburg           | 1–0   | 4–0      | Barátságos mérkőzés                        |
| 6  | 2019. november 15.  | Parken Stadion, Koppenhága, Dánia          | Gibraltár           | 3–0   | 6–0      | 2020-as EB-selejtező                       |
| 7  | 2019. november 18.  | Aviva Stadion, Dublin, Írország            | Írország            | 1–0   | 1–1      | 2020-as EB-selejtező                       |
| 8  | 2021. március 25.   | Bloomfield Stadion, Tel-Aviv, Izrael       | Izrael              | 1–0   | 2–0      | 2022-es VB-selejtező                       |
| 9  | 2021. június 6.     | Brøndby Stadion, Brøndby, Dánia            | Bosznia-Hercegovina | 1–0   | 2–0      | Barátságos mérkőzés                        |
| 10 | 2021. június 26.    | Johan Cruijff Arena, Amszterdam, Hollandia | Wales               | 4–0   | 4–0      | 2020-as EB                                 |

## Sikerei, díjai
Esbjerg
- Dán Kupa-győztes: 2012–13
- Dán másodosztály, bajnok: 2011–12